# Om Jødespørgsmålet
Om Jødespørgsmålet (originaltitel: Zur Judenfrage) er et mindre skrift, som blev skrevet i august-december 1843 af Karl Marx og sammen med Arnold Ruge offentliggjort i Paris året efter i februar i Deutsch–Französische Jahrbücher. Skriftet er en kritik af de antisemitiske love og regler, som jøder var underlagt i 1800'tallet rundt om i Europa, deraf navnet jødespørgsmålet. Skriftet indeholder også en kritik af unghegelianeren og filosof Bruno Bauer.